# Przemysł szklarski

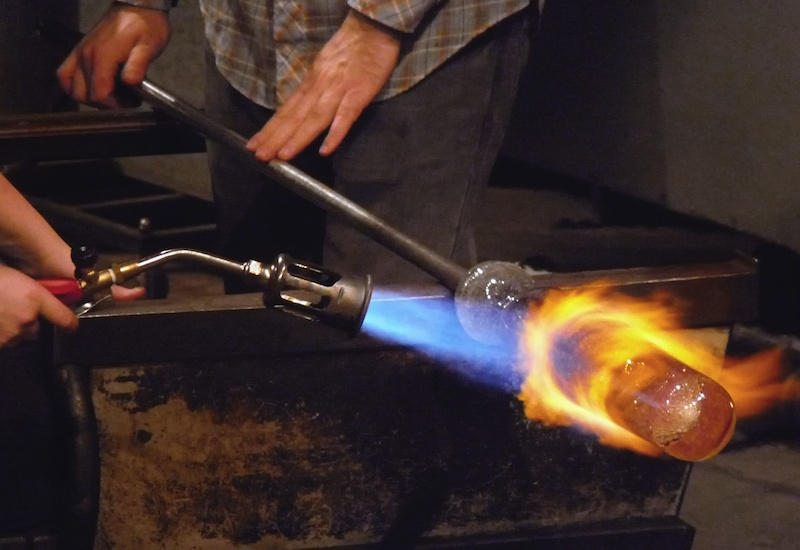
Przemysł szklarski

Przemysł szklarski – dział przemysłu zajmujący się produkcją szkła użytkowego (dekoracyjnego, laboratoryjnego), szkła płaskiego, materiałów budowlanych ze szkła i opakowań szklanych. Zaliczany jest do gałęzi przemysłu mineralnego lub chemicznego.